# Dépolitisation
La dépolitisation désigne l'action d'ôter tout caractère politique à quelque chose ou de se détourner de la politique.

## Causes invoquées

### Apaisement du débat politique
Dans cette hypothèse, la dépolitisation n'aurait qu'un caractère relatif sinon normal. Elle pourrait résulter du fait que le pragmatisme politique finit toujours par l'emporter face aux formes d'idéologie exacerbée, de l'idéocratie. Ainsi, depuis la fin de la Guerre froide et de l'affrontement d'un monde divisé artificiellement en « deux blocs » :
- ont ainsi perdu une grande partie de leurs attraits les duels tels ceux qui ont opposé Don Camillo et Peppone dans le cinéma italien ;
- dans certains pays comme l'Espagne ou le Chili, la dépolitisation — terme davantage revendiqué à droite qu'à gauche — parait correspondre à la volonté « de tourner la page ».

Ainsi, « La prétendue dépolitisation de la société chilienne est un thème de la droite, qui aimerait que soit au plus vite oublié le passé », estime l'historien chilien Carlos Huneeus.

### L'expression d'un doute profond vis-à-vis de la classe politique
Bien que la motivation soit toujours présente (sous la forme de la critique du temps présent ou de la croyance en la nécessité de la réforme des institutions et des cadres de la vie sociale) un nombre croissant de citoyens ne semblent plus croire (au moins de façon provisoire) en l'efficacité des formes classiques de l'action politique. Ils s'estiment dépossédés du pouvoir de se faire entendre et de peser sur les processus de décisions entre les mains des acteurs politiques.
Selon les politologues, la réalité du phénomène est en partie mesurable dans les comportements électoraux tels que la non-inscription sur les listes électorales, l'abstention (simple au premier tour, ou totale aux deux tours de vote), ou l'expression d'un vote sanction ou protestataire.

### Fin de l'engagement et repli individualiste
- La démotivation du consommateur : bien qu'il la déplore, le philosophe italien Roberto Esposito voit dans la dépolitisation « la forme achevée de la Modernité politique »[3]. Dans les sociétés d'abondance (relative) le désir s'émousse au profit de la jouissance dans la consommation et la quête continue de nouveaux objets de désir.
- La démotivation du citoyen : dans les démocraties modernes, les intellectuels dénoncent la dépolitisation de la société dans laquelle ils craignent de voir une dévalorisation de l'engagement dans le mouvement et le progrès social. Avec une perte de repères et de but, qui conduisent les personnes à se réfugier dans des structures-abris de proximité. Alors que renaissent plusieurs formes de néo-libéralisme, le sociologue français Pierre Bourdieu signe en 2000, une lettre intitulée Contre la politique de la dépolitisation afin « de prendre la défense de tous les laissés-pour-compte de la politique néolibérale »[4].

## Effets évoqués

### Vis-à-vis du «cadre et du personnel politique»
- Désintérêt de l'opinion publique pour l'action et le débat politique : score élevé des abstentions ;
- Méfiance à l'égard des élus ;
- Perte d'influence des partis politiques traditionnels.

### Vis-à-vis de «l'idéologie politique»
- Critique d'un libéralisme devenu dominant depuis l'effondrement du communisme ;
- Critique des exagérations dans les politiques dites de réforme des politiques publiques ;
- Critique du défaut de prévision et de réaction face au chômage et à la crise financière puis économique.

### Vis-à-vis du «Vivre et Faire ensemble»
- Désintégration progressive du lien social, accentuation des thèmes identitaires et populistes ;
- Dans son essai Un Procès en France, le journaliste Edwy Plenel s'insurge contre la dépolitisation de la société, qui selon lui, se traduirait, notamment, par l'impossibilité du débat : « le débat a laissé place à l'invective et la violence[5]. »

## Rôle des médias

### Dépolitisation des médias classiques
Le phénomène de dépolitisation de certains médias (et en particulier les médias écrits tels que la presse écrite) parait échapper à la polémique au moins dans son constat.
La « dépolitisation des médias » doit être replacée dans un contexte d'ensemble où se combinent différents facteurs : 
- la fin du contrôle de l'État sur les médias audiovisuels, comme ce fut le cas avec l'ORTF en France, et comme c'est le cas dans les pays accédant progressivement au pluralisme et à la démocratie ;
- le regroupement des médias au sein de grands groupes privés, où la conquête du lectorat ou de l'audience font préférer une distinction plus tranchée entre le factuel et le commentaire, et dans le commentaire des positions plus « consensuelles » ;
- la perte d'influence et d'audience de la presse d'opinion et la quasi-disparition des organes de presse officiels des partis politiques.

Ainsi, en France, si le quotidien L'Humanité continue de traiter l'actualité, en partie, par le prisme de l'idéologie communiste, sa survie politique et économique implique qu'il n'apparaisse plus comme l'organe « officiel » du Parti communiste français.

### Les NTIC comme antidote de la dépolitisation?
En redonnant la parole et en réinstituant des espaces de rencontre et d'échange les Nouvelles Technologies de l'information et de la communication (NTIC) contribuent à l'émergence de nouvelles formes de traitement de l'information et de la communication, fondées sur une participation active des internautes à la production de sens. Toutefois les « lieux numériques » apparaissent au fur et à mesure des usages comme peu propices au débat (forme, difficultés d'interprétation, censure, troll...).

## Citations
Le thème[réf. nécessaire] avait déjà été abordé, en 1996, par le groupe français Noir Désir dans Un jour en France : « Il y avait Paul et Mickey / On pouvait discuter mais c'est Mickey / Qui a gagné / D'accord, n'en parlons plus. »